# إليزابيث روس (طبيب)
إليزابيث روس (بالإنجليزية: Elizabeth Ness MacBean Ross) (و. 1878 – 1915 م) هي طبيبة اسكتلندية، ولدت في لندن، توفيت في صربيا، عن عمر يناهز 37 عاماً، بسبب حمى نمشية.

## النشأة والعائلة
ولدت إليزابيث روس في هامبستيد في لندن، لوالدين اسكتلنديين. كان والدها دونالد ألكساندر ماكبين روس (1849-1893)، مدير فرع لندن للبنك التجاري في اسكتلندا، وكان بالأصل من إنفيرنيس؛ في حين كانت والدتها إليزابيث ويلسون روس (نييس نيس) من تاين. عندما توفي والدها، انتقلت إلى عائلة والدتها في تاين، حيث التحقت بأكاديمية تاين الملكية. واصلت روس دراسة الطب في كلية الملكة مارغريت، غلاسكو، في عام 1896. وكان ذلك بعد عامين من تخرج ماريون غيلكريست، أول امرأة تتأهل من جامعة في اسكتلندا لممارسة الطب. حصلت روس على شهادة البكالوريوس في الطب والجراحة وتخرجت في عام 1901.
تخرجت لوسي –إحدى أخوات روس- من كلية الطب وأصبحت طبيبة في يورك. أما شقيقها جيمس نيس ماكبين روس فقد أصبح طبيباً بحرياً وحصل على عدة أوسمة عسكرية خلال الحرب العالمية الأولى.

## المسيرة المهنية
بعد التخرج، عملت روس في تاين وبعد ذلك عملت كضابط طبي في جزيرة كولونساي الاسكتلندية. ثم أمضت 18 شهراً في ممارسة الطب في إيستهام في لندن. قبلت منصباً في مقاطعة أصفهان كمساعدة لطبيب أرمني في مدينة أصفهان نفسها، قبل أن تتقن العمل وتأخذ مكان الطبيب نفسه. وبعد عودتها إلى المملكة المتحدة، قدمت امتحان للحصول على دبلوم طب المناطق الحارة. وبعد عودتها إلى بلاد فارس التقت بالسلطان سامسام (1846-1930)، رئيس وزراء بلاد فارس؛ وبناء على اقتراحه، بدأت العمل مع البختياريون في جنوب غرب بلاد فارس.
اعتماداً على عاداتهم وثيابهم، اندمجت روس بثقافتهم لدرجة أنها أصبحت الرئيسة الفخرية للبختياريون. كتبت روس كتاباً يصف تجربتها بينهم وهو «امرأة طبيبة في أرض بختياري»، حيث نشر هذا الكتاب بعد وفاتها ووفاة محرر الكتاب، أخيها جيمس. قدمت إليزابيث في هذا الكتاب معلومات مباشرة عن الحياة ووجهات النظر والظروف المتغيرة التي يتعرض لها رجال القبائل وحالات عدم استقرارهم.
في عام 1913، تقدمت روس بنجاح بطلب للحصول على وظيفة كجراح سفينة على متن إس إس نيغاريستان (SS Nigaristan)، وذلك من أجل العمل في طريق عودتها إلى وطنها. أصبحت فيما بعد جراحة السفينة على خط غلاسكو إس إس غلينلوغان، وهو المنصب الذي أوصلها إلى الهند واليابان قبل عودتها إلى أصفهان في عام 1914.

### صربيا
عند اندلاع الحرب العالمية الأولى، قرأت روس عن الحاجة إلى الأطباء في صربيا. أسفرت المرحلة الأولى من الحملة النمساوية المجرية ضد صربيا عن تكبد الجيش الصربي خسائر فادحة وتفشي وباء الحمى النمشية بين الجيش والسكان المدنيين. وصل الوباء إلى ذروته في آذار في عام 1915 عندما كان يقدر أن نحو 150 ألف شخص تأثروا بالمرض و30 ألف منهم قد لاقوا حتفهم.
وصلت إليزابيث روس في يناير 1915 وتطوعت للعمل في كراغوييفاتس، وهي المدينة الأكثر تضرراً من المرض، وهو ما يمثل نحو 10% من جميع الحالات في صربيا. كان المستشفى العسكري الكبير الذي عملت فيه مكتظاً بضحايا التيفوس (الحمى النمشية). وقد وصفت لويز فريزر -الممرضة التي زارتها من مستشفى النساء الإسكتلندي المجاور- الظروف التي عملت بها روس بقولها: «رأيت بعضاً من أسوأ مساكن الأحياء الفقيرة في بريطانيا، ولكن لا شيء يضاهي هذه الأجنحة على الإطلاق من ناحية القذارة».
في ذلك الوقت لم يكن انتقال المرض من شخص إلى آخر عن طريق القمل مفهوماً تماماً، ولكن الحاجة إلى نظافة الضحايا وتطهيرهم وعزلهم كانت مفهومة. ثبت أنه من المستحيل تحقيق هذه الشروط في ذلك المشفى العسكري في ذلك الوقت، وكان معدل الوفيات الناجمة عن التيفوس في كراغوييفاتس مرتفعاً للغاية، حيث قدّر الكولونيل هانتر من البعثة الصحية العسكرية البريطانية في صربيا أن الضحايا يشكلون نحو 40-50% من مجمل السكان.

## الوفاة والإرث
توفيت روس من التيفوس في عيد مبلادها السابع والثلاثين، 14 شباط من عام 1915؛ وذلك بعد 3 أسابيع من وصولها إلى كراغوييفاتس. تم دفنها في مقبرة كراغوييفاتس، ونقش على قبرها باللغة الصربية: «في ذكرى الطبيبة إ. روس وممرضتين توفين في بلدتنا في عام 1915 أثناء رعايتهن لجنودنا المرضى والجرحى. جنود جبهة سالونيكي ممتنون لكنّ. جدّد في 1977».
في عام 2015، كانت روس واحدة من بين 6 نساء بريطانيات ظهرن على مجموعة تذكارية من طوابع البريد الصادرة عن بريد صربيا.
يدعى فرع شباب الصليب الأحمر المحلي في كراغويفاتش باسم جمعية الدكتورة إليزابيث روس؛ وفي مراسم الاحتفال السنوي يرتدون القمصان التي تحمل صورة تخرج روس. سمي شارع إليزابيث روس ستريت في كراغوييفاتس تكريماً لها.
في 14 فبراير الذي يعتبر تاريخ ميلادها وموتها، تقام الاحتفالات التذكارية في كل عام في كراغوييفاتس وفي أماكن أخرى في صربيا للاحتفال بأعمالها تجاه شعب صربيا.